# Juliénas (Weinbaugebiet)

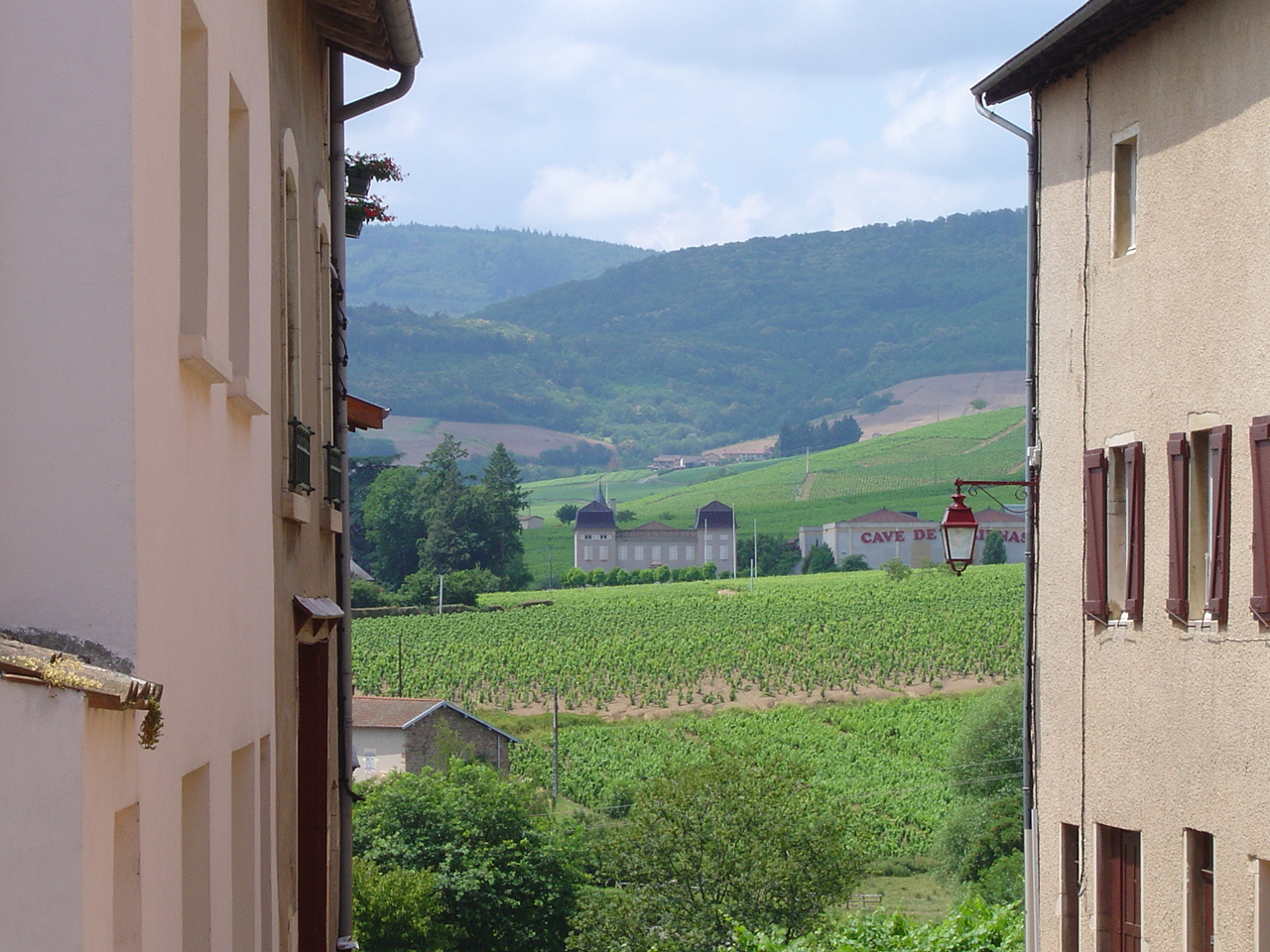
Juliénas, Frankreich: Château und Weinkellerei der Cooperative vom Marktplatz aus gesehen

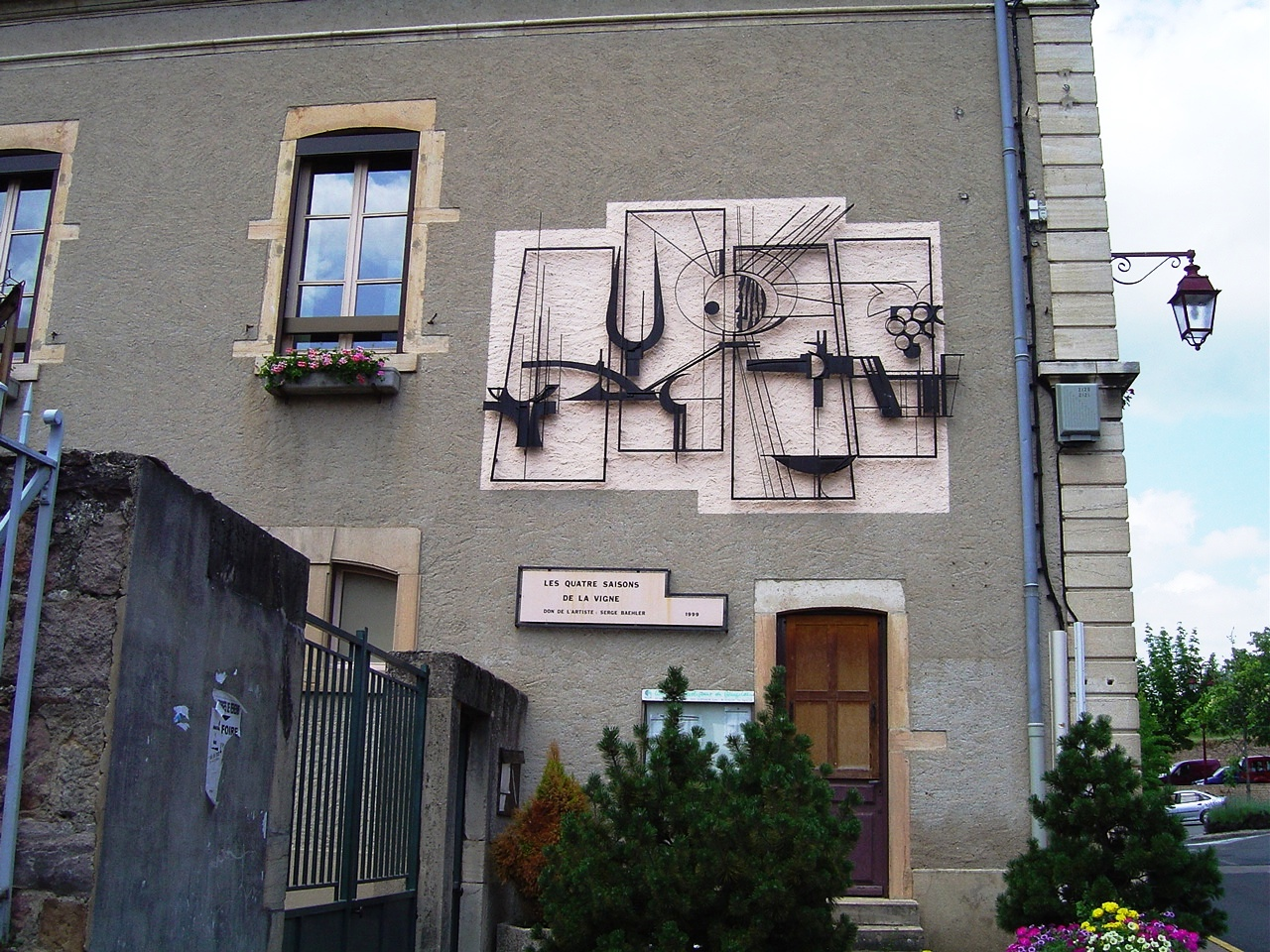
Wandrelief in Juliénas: Les quatre Saisons de la Vigne. Ein Geschenk des Künstlers Serge Baemler aus dem Jahre 1999

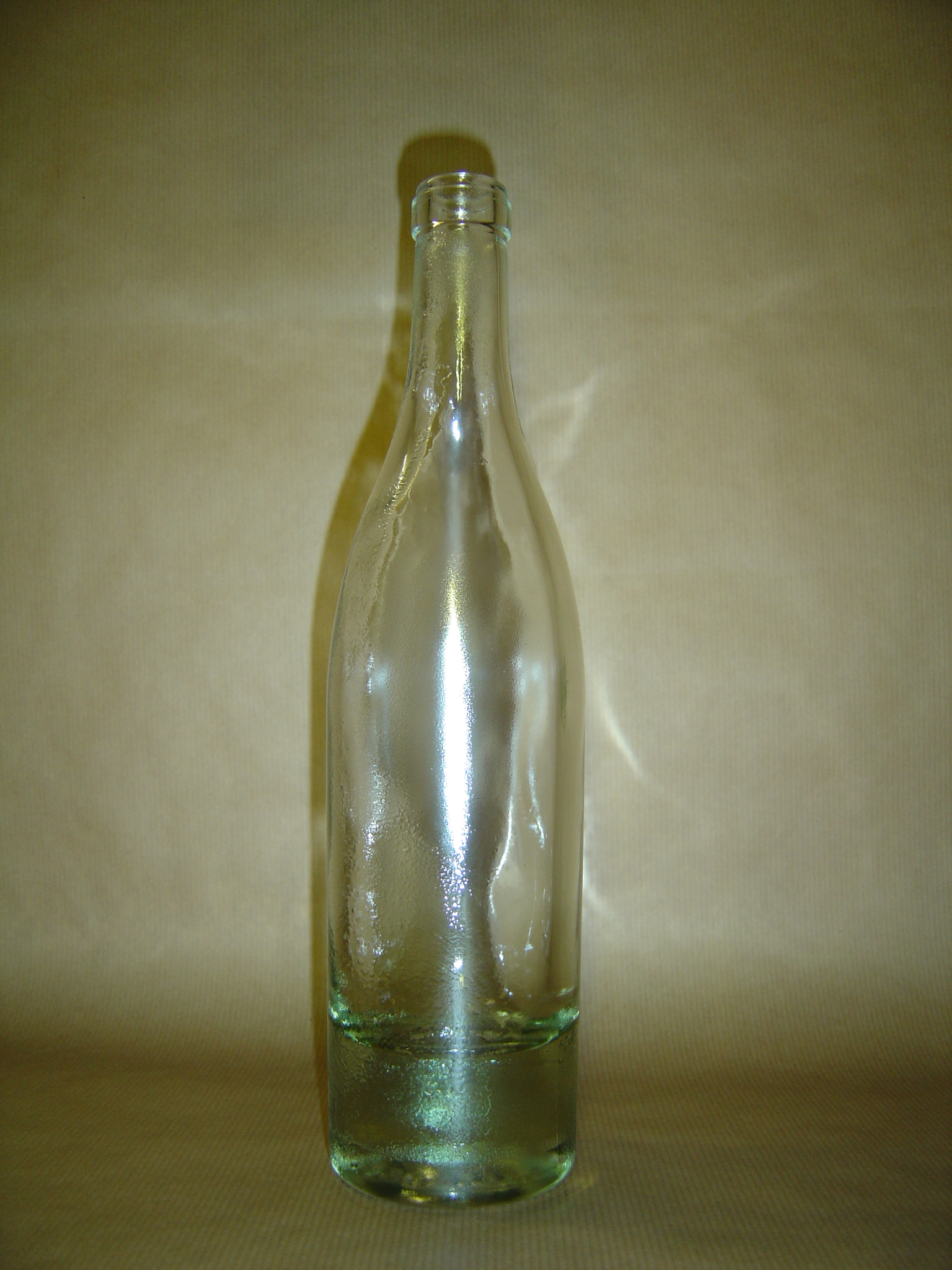
Pot Lyonnais, die typische Servierflasche mit dem dicken Glasfuß (zum Kühlen) im Beaujolais

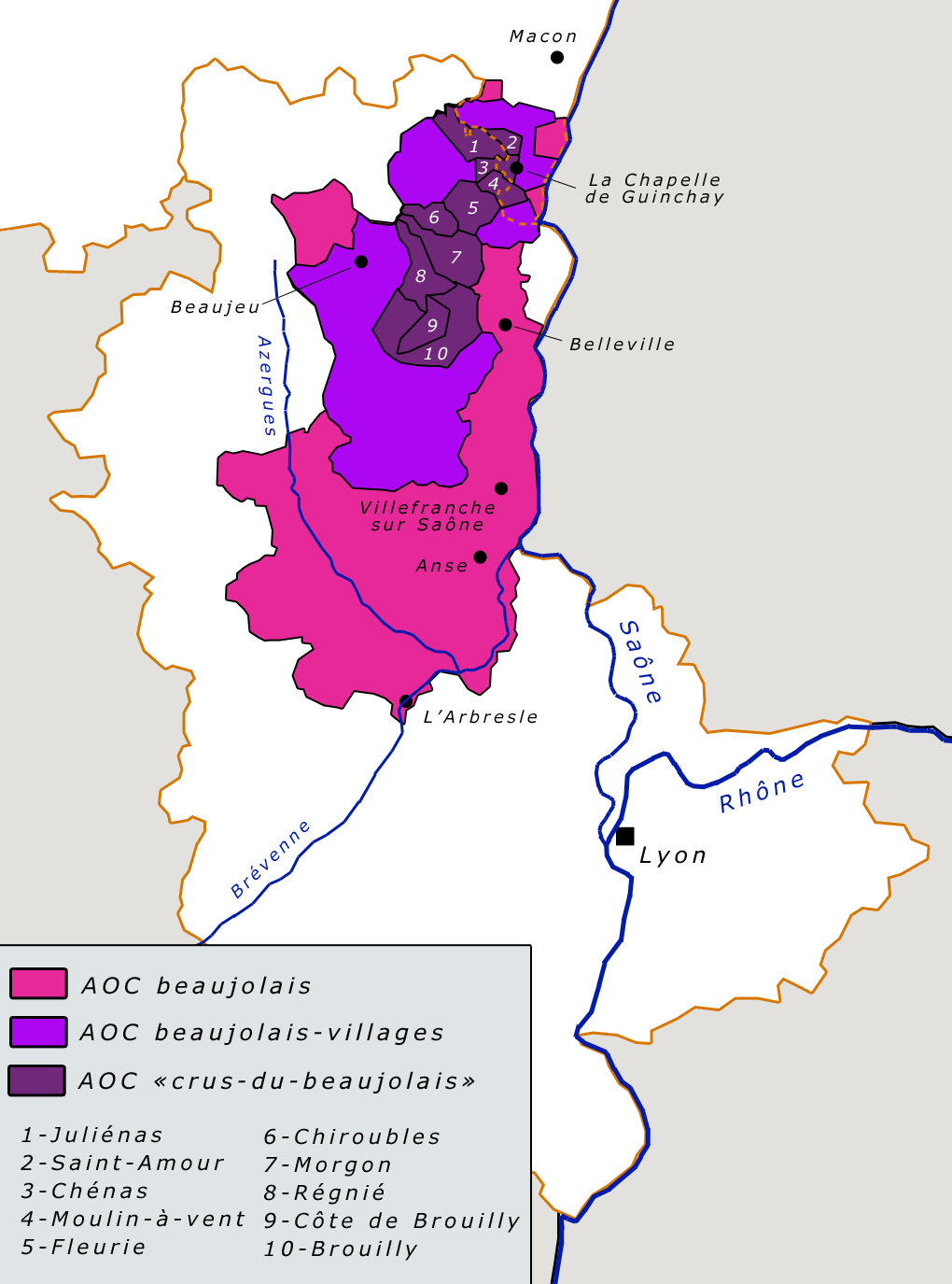
Übersichtskarte des Weinbaugebiets Beaujolais inklusive der zehn Crus

Das französische Weinbaugebiet Juliénas ist eines der zehn Crus des Beaujolais. Das Gebiet erhielt am 11. März 1938 den Status einer Appellation d’Origine Contrôlée (kurz AOC). Die 609 Hektar Rebfläche liegen auf den Gemeinde-Gebieten von Emeringes, Juliénas und Jullié im Département Rhône sowie Pruzilly im Département Saône-et-Loire.
Hier entstehen Rotweine aus der Rebsorte Gamay, die recht kräftig sind. Die Weine werden mit der traditionellen Kohlensäure-Maischung bereitet. Diese Methode der Weinherstellung ist langsam und eignet sich nicht zur Herstellung von Beaujolais Nouveau, ergibt aber deutlich bessere Weine.
Die Weine sollten drei bis fünf Jahre nach der Ernte getrunken werden. Eine gute Trinktemperatur liegt bei 14 °C.
Die Rebflächen liegen im Osten auf tiefgründigem, lehmhaltigem Boden vulkanischen Ursprungs und im Westen auf einem Boden aus Granit.
Die Genossenschaft der Region, die 30 Prozent der Weine ausbaut und vermarktet, hat in der ehemaligen Kapelle des Château du Bois de la Salle einen Verkaufsraum eingerichtet, in dem verschiedenste Weine der Region verkostet und gekauft werden können.
Die anderen Beaujolais-Cru-Weine sind Brouilly, Chénas, Chiroubles, Côte de Brouilly, Fleurie, Moulin à Vent, Morgon, Régnié und Saint-Amour.